# Calophyllum suberosum
Calophyllum suberosum är en tvåhjärtbladig växtart som beskrevs av P.F Stevens. Calophyllum suberosum ingår i släktet Calophyllum och familjen Calophyllaceae. Inga underarter finns listade i Catalogue of Life.